# Красне Знам'я (Воронезька область)
Красне Знам'я (рос. Красное Знамя) — селище у Поворинському районі Воронезької області Російської Федерації.
Населення становить 14 осіб (2010). Входить до складу муніципального утворення Добровольське сільське поселення.

## Історія
Населений пункт розташований на межі українських історичних регіонів Східна Слобожанщина та Жовтий Клин.
Від 1946 року належить до Поворинського району.
Згідно із законом від 15 жовтня 2004 року входить до складу муніципального утворення Добровольське сільське поселення.

## Населення
| 2010 |
| ---- |
| 14   |